# Teucer
Il Teucer (Teucro) è una tragedia cothurnata di Marco Pacuvio (circa 220-130 a.C.) di cui restano oggi solo alcuni frammenti. Realizzata a partire da un originale non pervenuto del tragediografo greco Sofocle, l'opera trattava la storia, connessa con il ciclo troiano, di Teucro, figlio illegittimo di Telamone: egli, conclusasi la guerra di Troia, torna nella sua terra patria, Salamina, e racconta al padre dell'impetuosa tempesta che lo ha colto durante il viaggio di ritorno. Tuttavia, Telamone decide di non accogliere Teucro, perché non ha tentato di salvare il fratellastro Aiace Telamonio; Teucro è dunque costretto a riprendere il mare per raggiungere Cipro, dove vuole fondare una nuova città.